# アドリア海

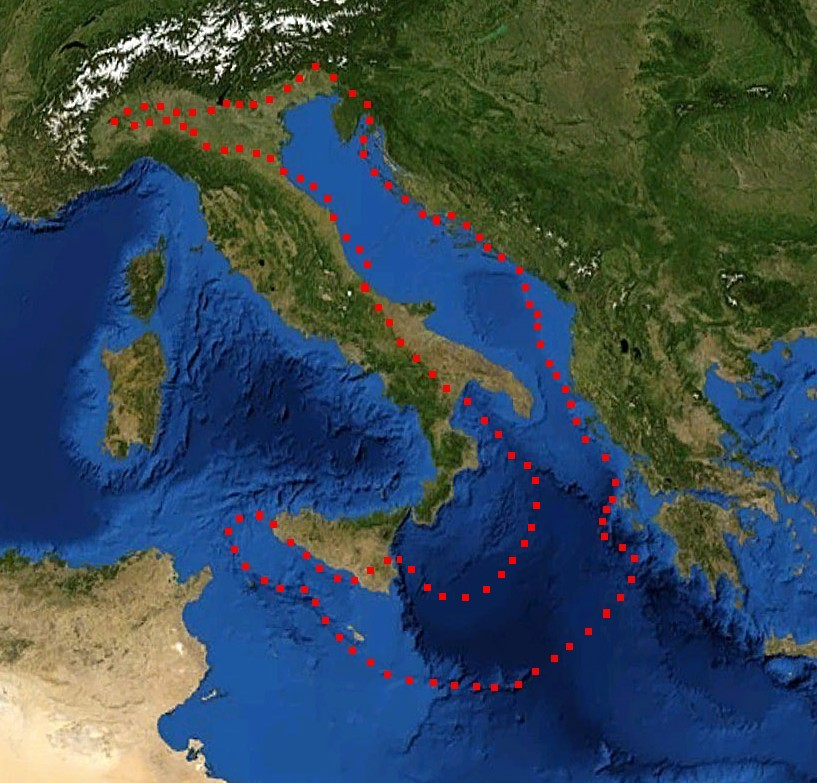
アドリア海プレート

アドリア海（アドリアかい、ラテン語: Mare Hadriaticum、 イタリア語: Mar Adriatico、スロベニア語:Jadransko morje、 クロアチア語: Jadransko more、モンテネグロ語:Јадранско море、アルバニア語:Deti Adriatik、ギリシャ語:Αδριατική Θάλασσα、ヴェネト語:Mar Adriàtego、フリウリ語:Mâr Adriatic、エミリア・ロマーニャ語:Mèr Adriâtic、ナポリ語:Mar Adriateco、シチリア語:Mari Adriàticu ）は、地中海のイタリア半島とバルカン半島のあいだの海域。イオニア海との接続部にあたるオトラント海峡から北西に続き、ポー平原に至る。アルバニア、ボスニア・ヘルツェゴビナ、クロアチア、イタリア、モンテネグロ、スロベニアの6か国が海岸線を有している。
東海岸のクロアチア領を中心に、大小1,300か所以上の島嶼がある。海域内は3つの海盆からなり、このうち北の海盆が最も浅く、南の海盆が最も深い。最大水深は1,233メートルである。イオニア海との境界付近にはオトラント海嶺がある。海域内の潮流は反時計回りで、オトラント海峡から東海岸を北上したのちイタリア側に回帰する。潮の干満差はわずかであるが、ときに増幅し、ヴェネツィアなどでアックア・アルタを引き起こす。塩分濃度は地中海の平均に比べ低いが、これは地中海にそそぎこむ淡水の3分の1をアドリア海が受けているためである。水温は夏はおよそ30℃、冬はおよそ12℃である。
アドリア海直下には、アフリカプレートから中生代に分かれたアドリアプレートがある。このアドリアプレートがユーラシアプレートと衝突して、アペニン山脈など周辺の山地が形成された。漸新世末期にまずイタリア半島が誕生し、地中海からアドリア海が分かれた。西海岸は沖積平野などからなり比較的平坦であるが、東海岸はカルスト地形が発達しており高低差が激しい。生物相は豊かで、固有種は7,000種以上とされるが、その多くで絶滅が危惧されている。そのため、生物多様性を守ることを目的として、多くの海洋保護区が設定されている。
沿岸部の人口は350万人以上にのぼり、主な都市としてイタリアのバーリ、ヴェネツィア、トリエステ、クロアチアのスプリトが挙げられる。古代にはエトルリア人、イリュリア人、ギリシア人の都市があったが、紀元前2世紀までにローマ共和国の支配下に入った。中世にはビザンティン帝国、クロアチア王国、ヴェネツィア共和国、ハプスブルク帝国、オスマン帝国などが沿岸部やアドリア海自体を支配した。ナポレオン戦争によって、一時フランス第一帝政が沿岸部を手に入れたが、これを危惧したイギリスの介入により、アドリア海東岸とポー平原は戦後オーストリア帝国に与えられた。イタリア統一後、イタリア王国は東方に拡大する動きを見せ、その試みは20世紀まで続いた。第一次世界大戦後、オーストリア・ハンガリー帝国とオスマン帝国が崩壊すると、東海岸はトリエステとその周辺地域（イタリア領）を除き、ユーゴスラビア王国（のちユーゴスラビア社会主義連邦共和国）とアルバニアの手に渡った。ユーゴスラビアは1990年代に崩壊し、東海岸に4つの国家が並び立つことになった。イタリアとユーゴスラビアは1975年に海洋境界の画定で合意し、ユーゴスラビアの各後継国家もこれを承認しているが、スロベニア、クロアチア、ボスニア・ヘルツェゴビナ、モンテネグロの各国間では、海洋境界をめぐって争いが続いている。イタリアとアルバニアの海洋境界は1992年に画定された。
沿岸部では漁業と観光が主要な収入源となっており、特にクロアチアでは観光業の成長が著しい。海運も盛んで、域内には年間100万トン以上の貨物を取り扱う港湾が19か所ある。年間の貨物取扱高が最も多いのはイタリアのトリエステ港であり、利用旅客数が最も多いのはクロアチアのスプリト港である。

## 地理

### 範囲
国際水路機関は、地中海の下位区分としてアドリア海を定義している。国際水路機関の定義によれば、その南端は以下の通りである。
- イタリア本土 サンタ・マリア・ディ・レウカ岬 (Santa Maria di Leuca)  （北緯39度48分）
  - イオニア海と接する（オトラント海峡）
- ギリシャ・ケルキラ島（コルフ島） ケファリ岬（北緯39度45分）
  - ケルキラ島北海岸
- ギリシャ・ケルキラ島 カラゴル岬（北緯39度45分）
  - イオニア海と接する
- アルバニア ブトリント川河口（北緯39度45分）

北部は閉じており、ヴェネツィア湾と呼ばれる。バルカン半島沿岸には、ダルマティア諸島がある。

## 特徴
アドリア海の海港として知られる都市には、ヴェネツィア、バーリなどがある。イタリア半島側に位置するルネサンス期のヴェネツィア共和国は、東方との貿易で利益を上げ、「アドリア海の女王」の異名で知られ、現在もその特異な町並みを見ることができる。街は世界遺産に登録されている。
バルカン半島側では、クロアチア沿岸部が複雑な地形をもち、風光明媚な景観を構成している。保養地や景勝地が点在し、中でもドゥブロヴニクは「アドリア海の真珠」と呼ばれ、世界遺産に登録されている。
バルカン半島からEU諸国への亡命は、しばしばアドリア海を横断してイタリア経由で行われる。近年はアルバニアの経済破綻による経済難民がイタリア南部に集中して社会問題となった。
ニシン漁やウナギ漁が盛んである。

## フォトギャラリー

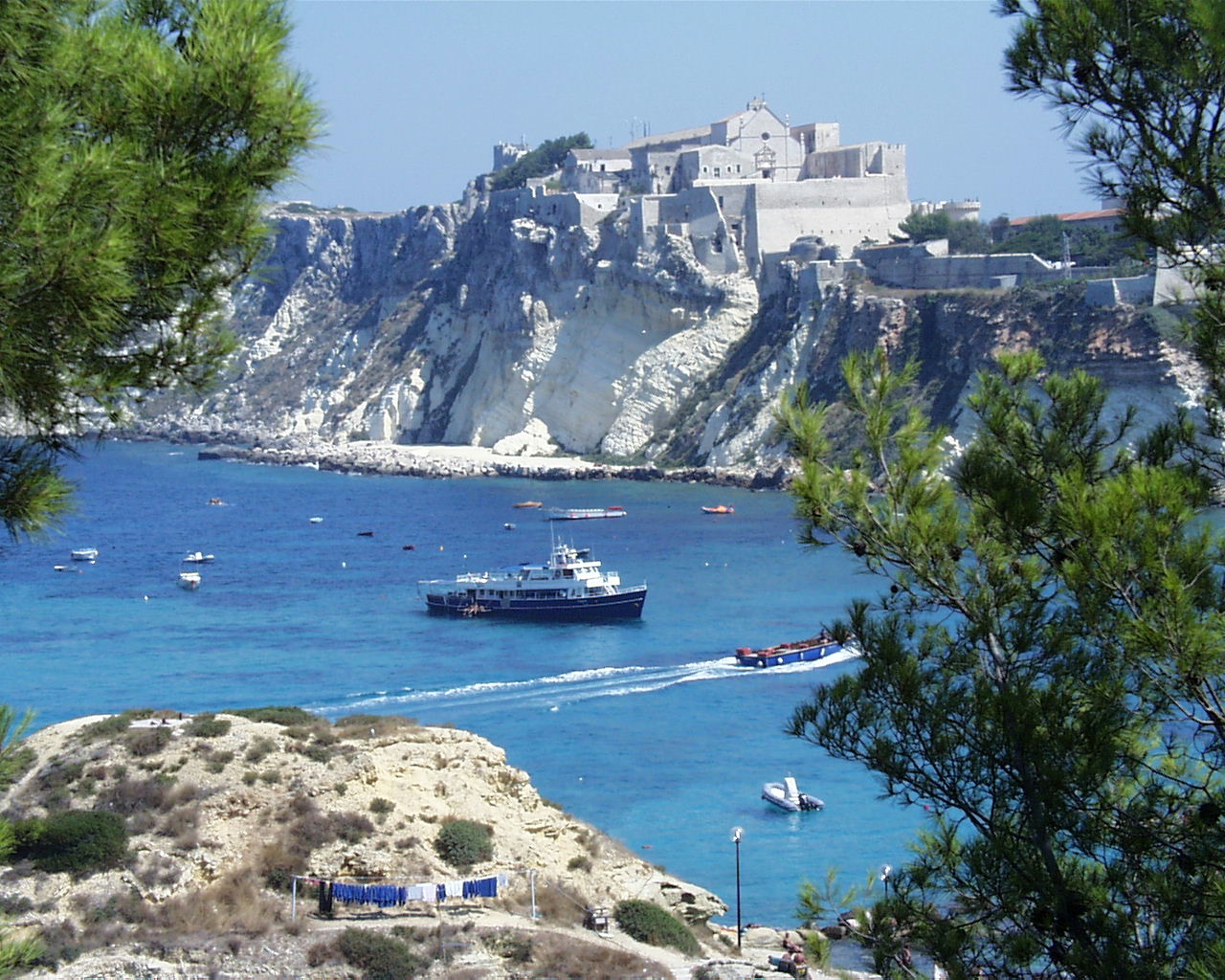
イーゾレ・トレーミティ（イタリア）
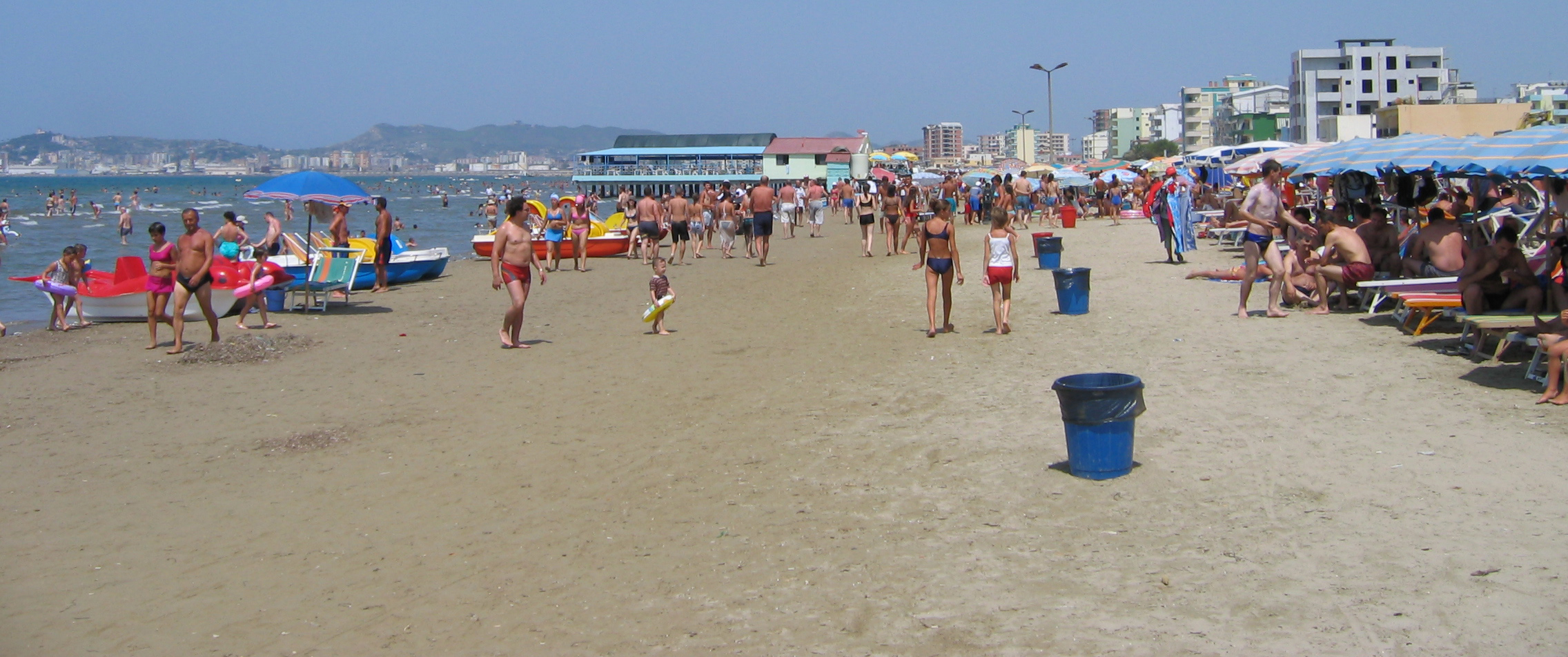
ドゥラス（アルバニア）
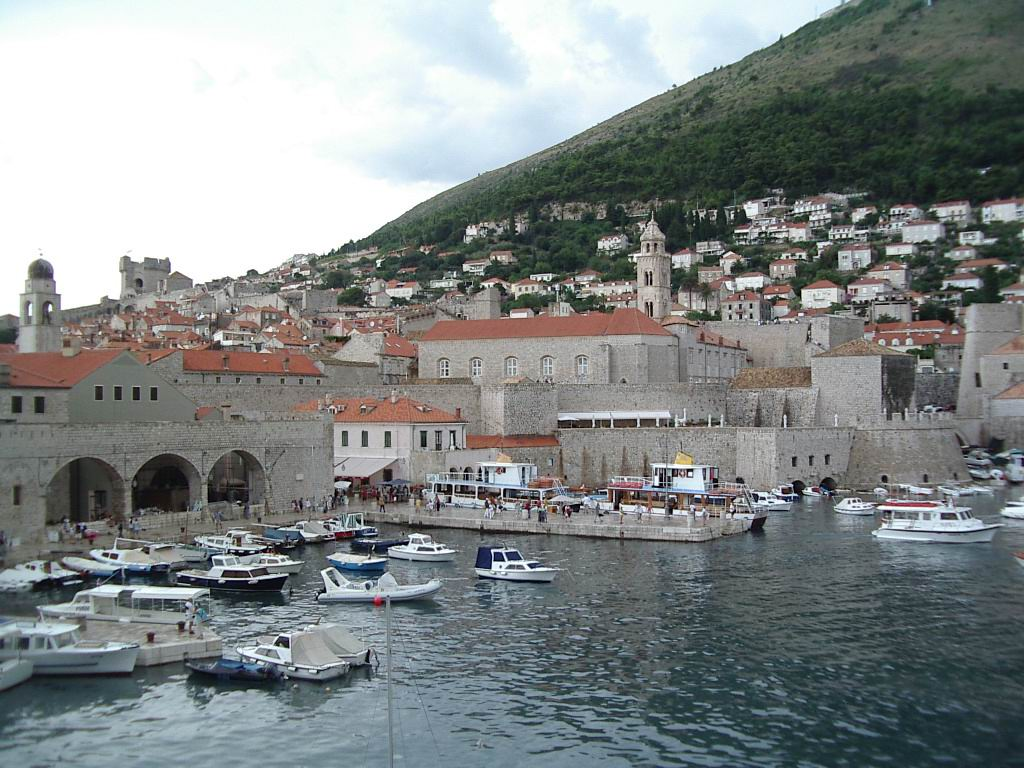
ドゥブロヴニク（クロアチア）
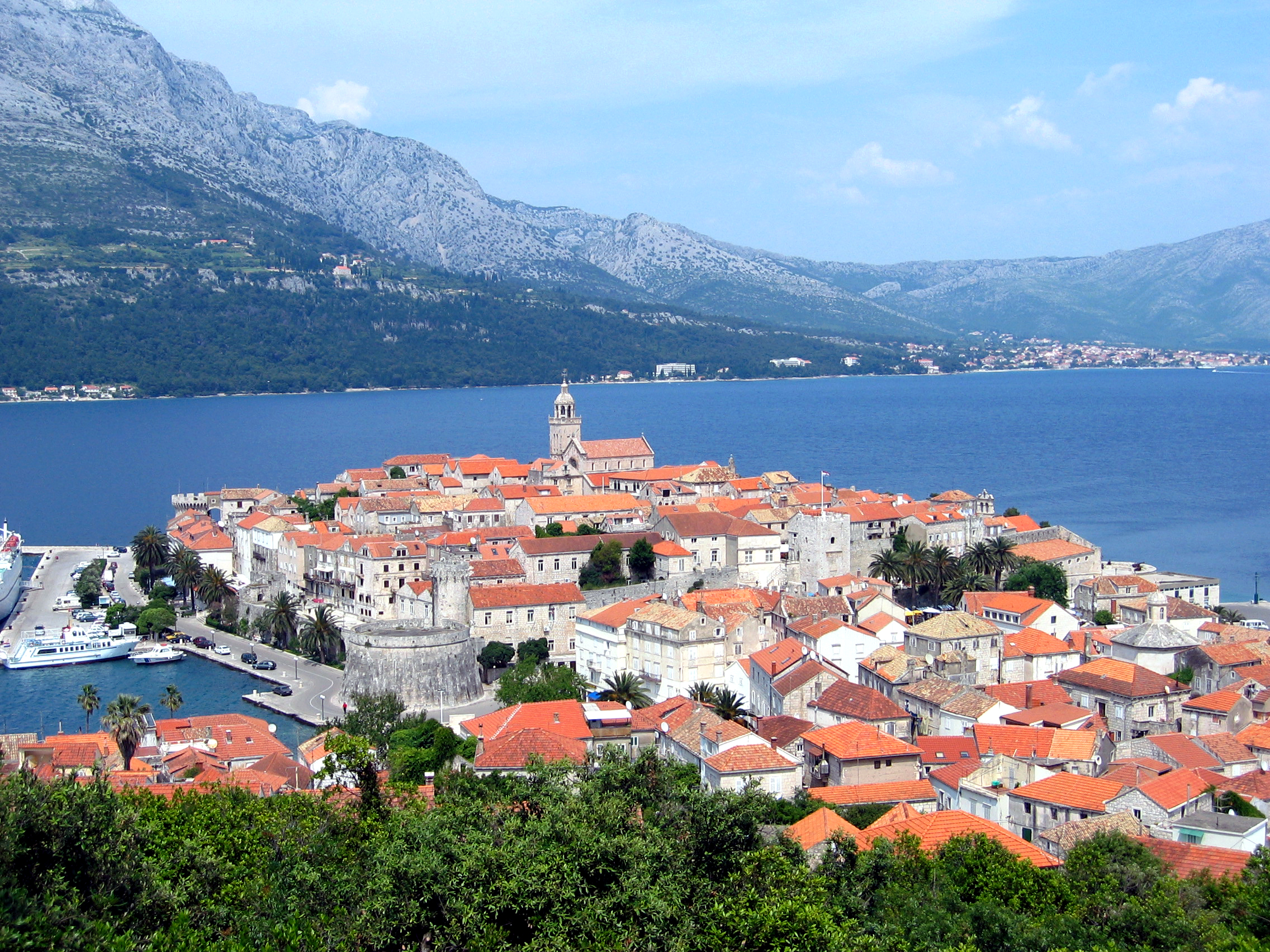
コルチュラ（クロアチア）
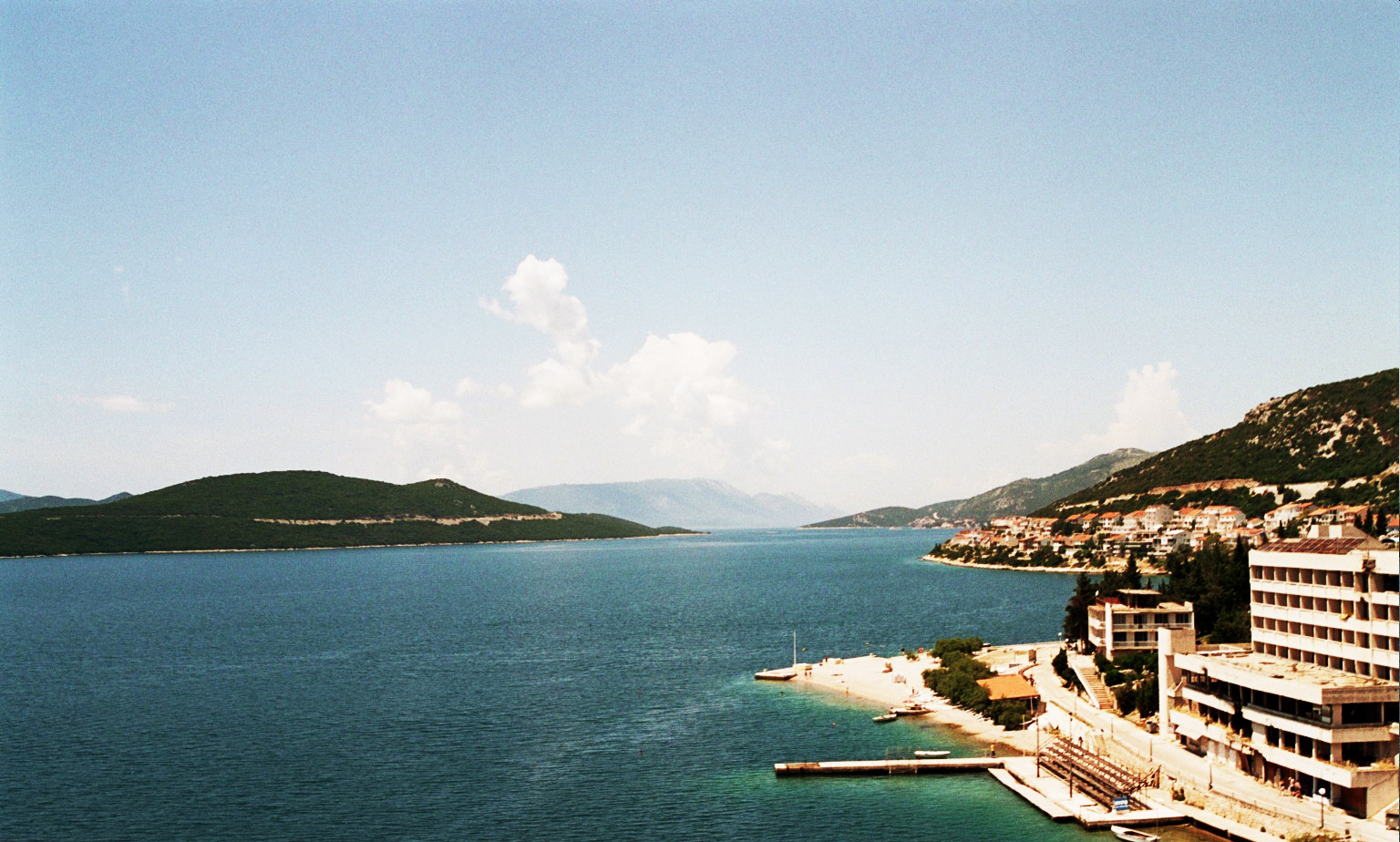
ネウム（ボスニア・ヘルツェゴビナ）
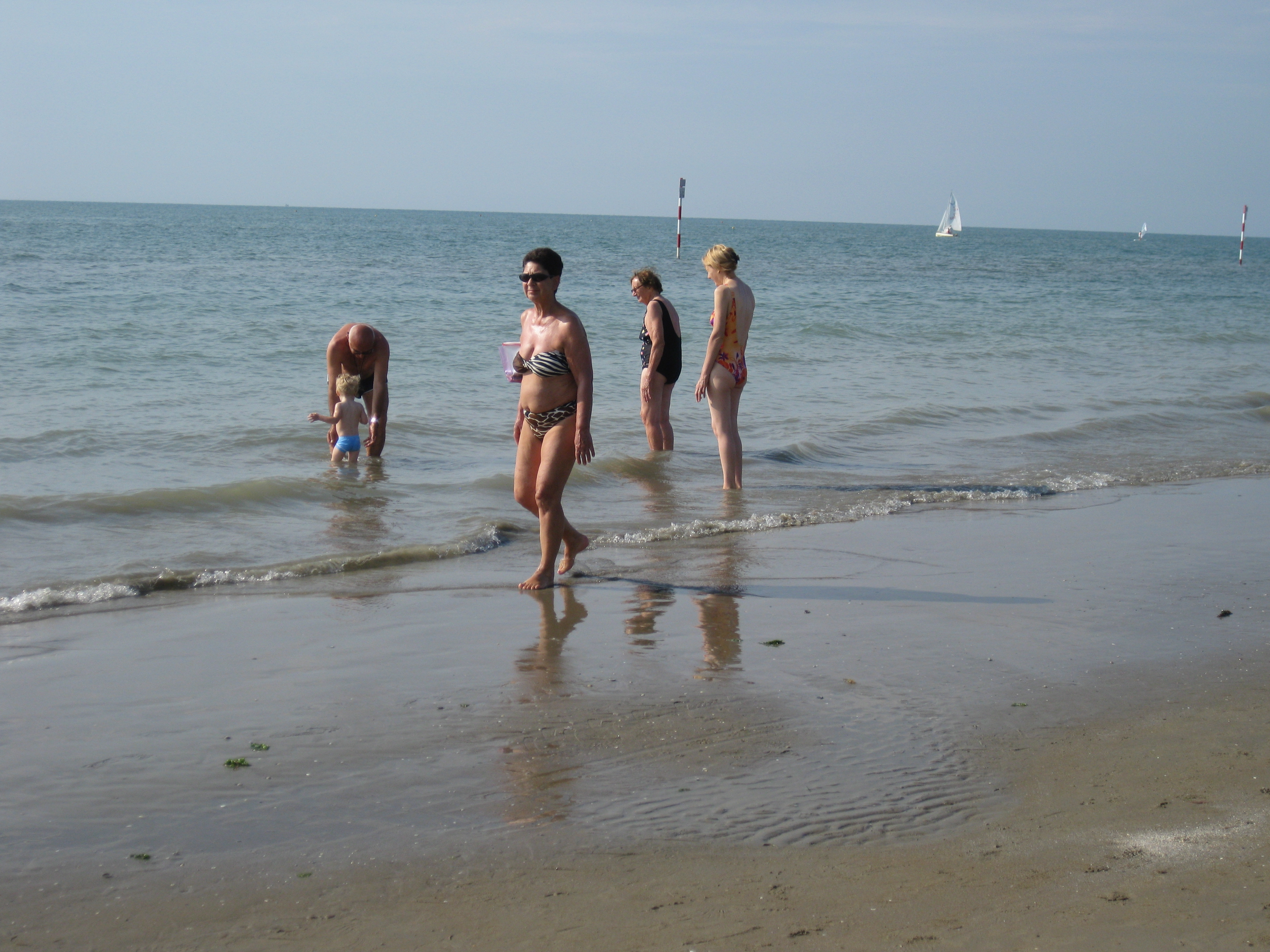
リニャーノ・サッビアドーロ（イタリア）
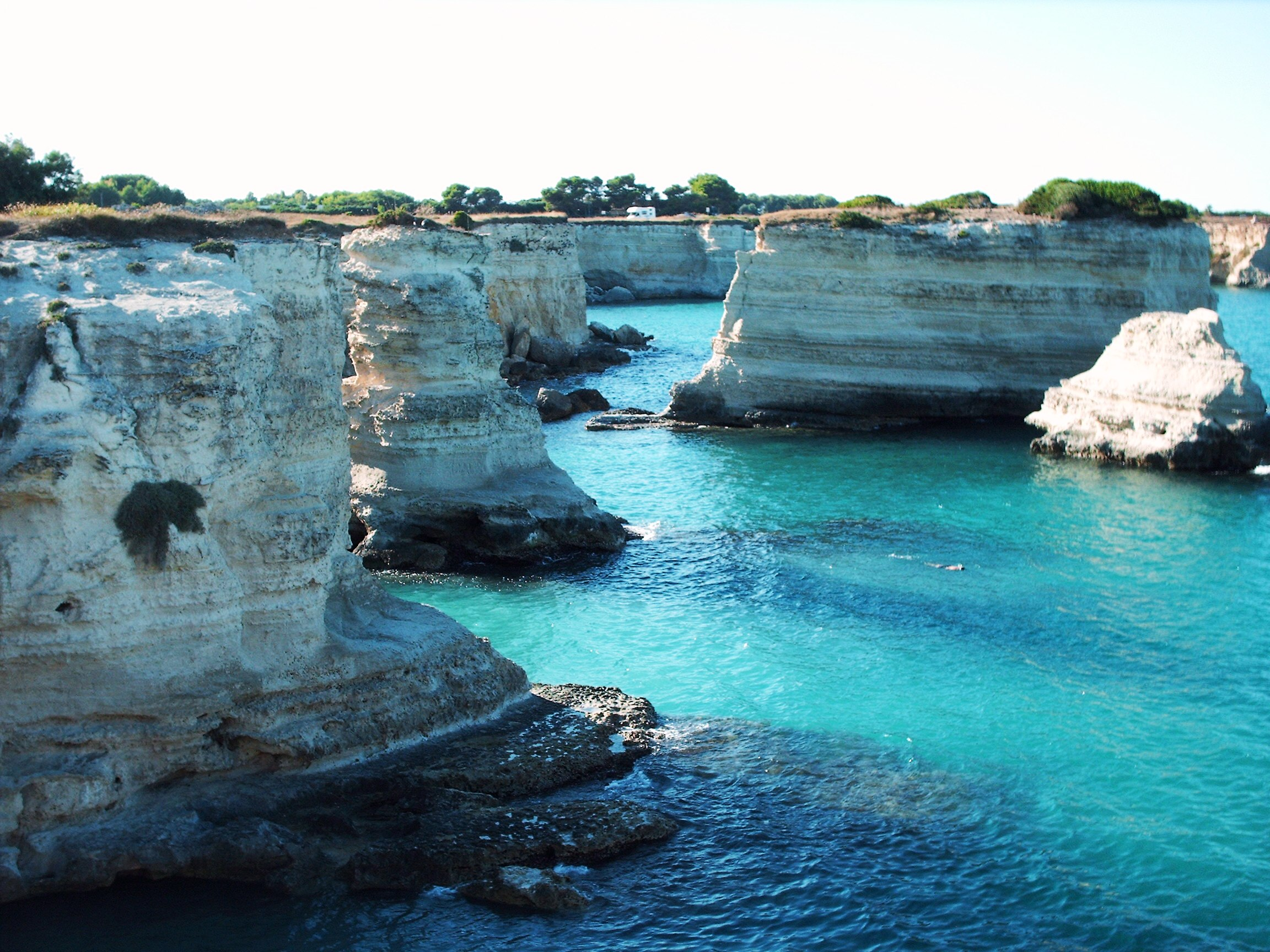
トッレ・サンタンドレア（メレンドゥーニョ）（イタリア）